# Воздушный корпус Ирландии
Воздушный корпус Ирландии (ирл. Aer Chór na hÉireann) — воздушный компонент регулярных Сил обороны Ирландии. Численность Воздушного корпуса Ирландии — примерно 850 человек (2008 год).

## Организационный состав
- Главный штаб (англ. Air Corps Headquarters, ирл. Ceanncheathrú)

Флаг ВВС Ирландии

- Активное крыло № 1 (англ. No 1 Operations Wing, ирл. Sciathán Oibríochtaí Uimh.1)
- Активное крыло № 3 (англ. No 3 Operations Wing, ирл. Sciathán Oibríochtaí Uimh.3)
- Вспомогательное крыло № 4 (англ. No 4 Support Wing, ирл. Sciathán Tacaíochta Uimh.4)
- Вспомогательное крыло № 5 (англ. No 5 Support Wing, ирл. Sciathán Tacaíochta Uimh.5)
- Колледж воздушного корпуса[англ.] (англ. Air Corps College, ирл. Coláiste an Aerchóir)
- Отряд связи и информационных служб (англ. Communication & Information Services Squadron, ирл. Scuadrún Seirbhísí Cumarsáide & Eolais (SCE))

## Пункты базирования
- Аэродром Кейсмент[англ.] (англ. Casement Aerodrome, ирл. Aeradróm Mhic Easmainn), Балдоннел, возле Дублина

## Боевой состав
| Обозначение формирования или части | Вооружение и оснащение | Место расположения |
| ---------------------------------- | ---------------------- | ------------------ |
| Главный штаб                       |                        |                    |
| Активное крыло № 1                 |                        |                    |
| Активное крыло № 3                 |                        |                    |
| Вспомогательное крыло № 4          |                        |                    |
| Вспомогательное крыло № 5          |                        |                    |
| Школа воздушного корпуса           |                        |                    |
| Отряд связи и информационных служб |                        |                    |

## Техника и вооружение
| Изображение | Тип                                  | Производство            | Назначение                                              | Количество | Примечания                                                                                          |          |
| Самолёты    | Самолёты                             | Самолёты                | Самолёты                                                | Самолёты   | Самолёты                                                                                            | Самолёты |
| ----------- | ------------------------------------ | ----------------------- | ------------------------------------------------------- | ---------- | --------------------------------------------------------------------------------------------------- | -------- |
|             | CASA CN-235                          | Испания                 | Морской патрульный самолёт                              | 2          | |          |
|             | Pilatus Britten Norman Defender 4000 | Швейцария               | Полицейский самолёт                                     | 1          | Британский самолёт Britten-Norman Defender по лицензии производился в Швейцарии в строю с 1997 года |          |
|             | Pilatus PC-12NG                      | Швейцария               | Транспортный самолёт                                    | 4          | |          |
|             | Bombardier Learjet 45                | Канада                  | VIP самолёт                                             | 1          | |          |
|             | Pilatus PC-9M                        | Швейцария               | Учебно-тренировочный самолёт                            | 8          | |          |
| Вертолёты   |                                      |                         |                                                         |            | |          |
|             | Agusta Westland AW139                | Италия / Великобритания | Многоцелевой вертолёт                                   | 6          | |          |
|             | Eurocopter H135                      | Франция / Германия      | Медицинско-спасательный вертолёт Тренировочный вертолёт | 2          | |          |
|             | Eurocopter EC135 Т2                  | Франция / Германия      | Полицейский вертолёт                                    | 2          | |          |

## Опознавательные знаки

Опознавательный знак ВВС Ирландии
Знак на киль

### Эволюция опознавательных знаков
| Опознавательный знак | Знак на фюзеляж | Знак на киль | Когда использовался |
| -------------------- | --------------- | ------------ | ------------------- |
|                      |                 |              | 1922-1923           |
|                      |                 |              | 1939-1954           |

## Знаки различия

### Генералы и офицеры
| Категории               | Генералы             | Генералы          | Генералы              | Старшие офицеры | Старшие офицеры      | Старшие офицеры | Младшие офицеры | Младшие офицеры   | Младшие офицеры  | Младшие офицеры   |
| ----------------------- | -------------------- | ----------------- | --------------------- | --------------- | -------------------- | --------------- | --------------- | ----------------- | ---------------- | ----------------- |
|                         |                      |                   |                       |                 |                      |                 |                 |                   |                  |                   |
| Ирландское звание       | Lefteanant-ghinearál | Maor-ghinearál    | Briogáidire-ghinearál | Coirnéal        | Leifteanantchoirnéal | Ceannfort       | Captaen         | Leifteanant       | Dara-leifteanant | Dalta oifigeach   |
| Российское соответствие | Генерал-полковник    | Генерал-лейтенант | Генерал-майор         | Полковник       | Подполковник         | Майор           | Капитан         | Старший лейтенант | Лейтенант        | Младший лейтенант |

### Сержанты и солдаты
| Категории               | Подофицеры               | Подофицеры                  | Подофицеры         | Сержанты и старшины        | Сержанты и старшины | Сержанты и старшины | Сержанты и старшины | Солдаты            | Солдаты     |
| ----------------------- | ------------------------ | --------------------------- | ------------------ | -------------------------- | ------------------- | ------------------- | ------------------- | ------------------ | ----------- |
|                         |                          |                             |                    |                            |                     |                     |                     |                    |             |
| Ирландское звание       | Maor-sáirsint reisiminte | Ceathrúsháirsint reisiminte | Sáirsint eitleoige | Ceathrúsháirsint eitleoige | Sáirsint            | Ceannaire           | Eitleoir, 3 réalta  | Eitleoir, 2 réalta | Printíseach |
| Российское соответствие | Старший прапорщик        | Прапорщик                   | нет                | Старшина                   | Старший сержант     | Сержант             | Младший сержант     | Ефрейтор           | Рядовой     |

## Галерея

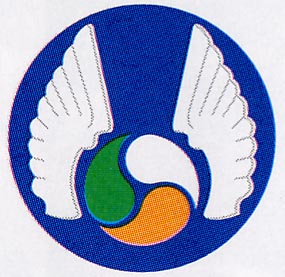
Нарукавный знак ВВС Ирландии